# ブラゴヴェシチェンスク
ブラゴヴェシチェンスク（ロシア語: Благове́щенск, ラテン文字転写: Blagoveshchensk、Blagoveshshensk）は、ロシア連邦の都市。シベリア南部のアムール州の州都。アムール川（黒竜江）を挟んで500メートル程の距離で中華人民共和国黒河市と向かい合う国境の街である。満州語ではhailan boo、中国語では海蘭泡 (Hǎilánpāo) と呼ばれる。人口は約23万人。モスクワから東に7,985km。
- 北緯 50°27’
- 東経 127°53’

シベリア鉄道の線路から110 km。中国との国境線を形成するアムール川の左岸にあり、ゼヤ川との合流点に位置する。ブラゴヴェシチェンスクと対岸の中国の町、黒河市は自由経済地域とされ、黒河口岸を通じて国境交易が盛んに行なわれている。
町の名は、1858年にアムール川とゼーヤ川の合流点にブラゴヴェシチェーニエ聖堂（生神女福音聖堂）が建てられたことに由来する。なお、ロシア正教の「生神女福音」とは、カトリックにおける「受胎告知」に相当する。

## 歴史
黒竜江沿岸は早くからダウール族とツングース系のドゥチェル族が居住していた地域である。現在のブラゴヴェシチェンスク市街南東25-30km、黒竜江東岸にある中国人居留地江東六十四屯や璦琿古城（現在のグロデコフスキー遺跡）の地域には、遅くとも西暦1000年には両民族が住んでいたとされる。

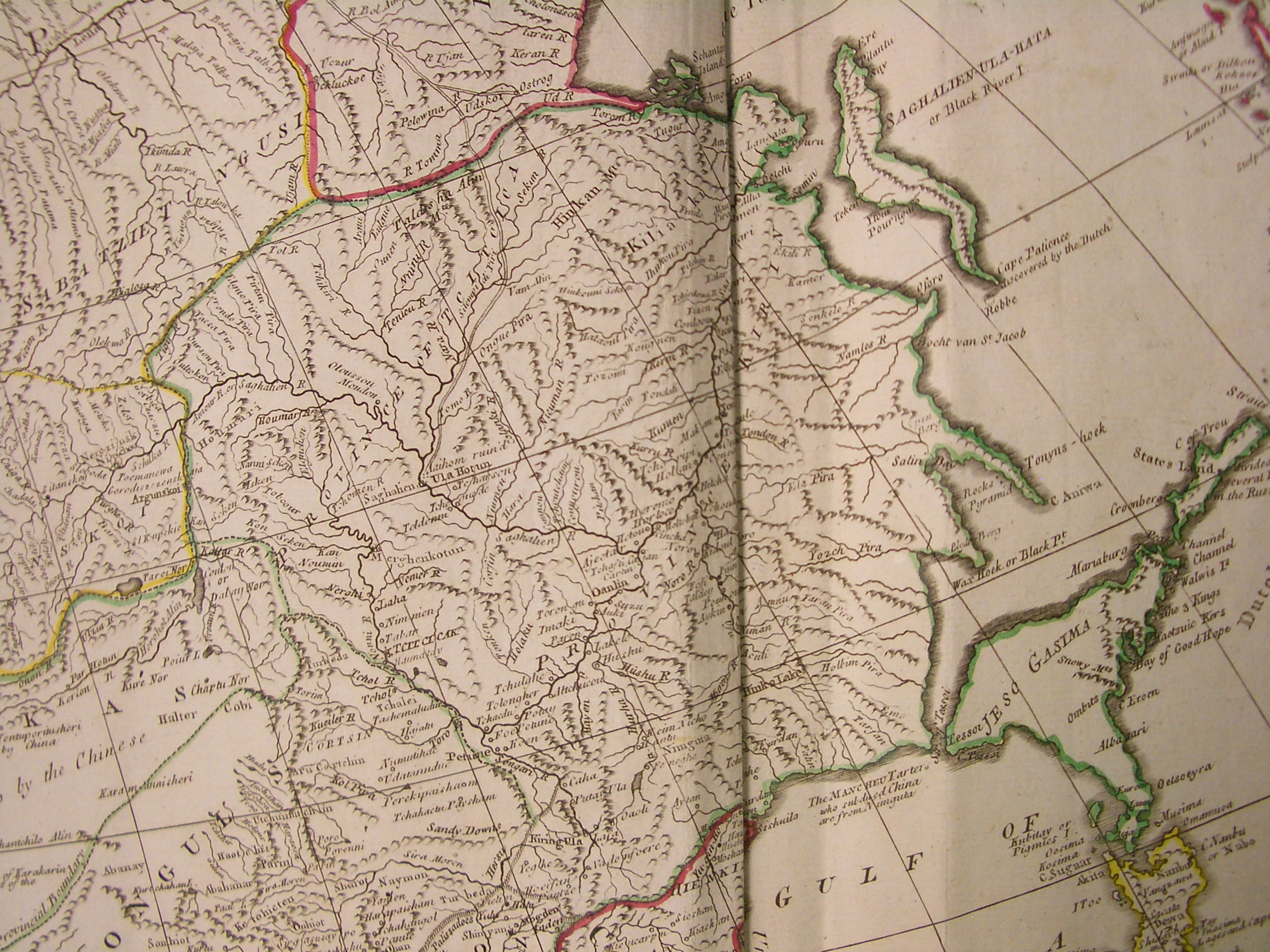
この18世紀の地図には、チチハル省周辺のグロデコフスキー村遺跡の場所にAaihom ruin'd（愛琿古城のことか）と記されている。また、黒竜江対岸にSaghalien Ula Hotonと記されているのがアイグン（璦琿）。アムール川とゼヤ川が合流する現在のブラゴヴェシチェンスク市街に当たる場所には、特に何も記されていない

ロシアの商人・探検家エロフェイ・ハバロフによって、この地域に1652年にはアイチュン、1683年から1685年にかけてはアイグンと呼ばれていたドゥチェル族の町があったと記録されている。
1689年に康熙帝時代の清朝とピョートル1世時代（摂政ソフィア・アレクセーエヴナ）のロシア・ツァーリ国との間で結ばれた、ネルチンスク条約では、ブラゴヴェシチェンスク周辺地域は清朝の領土とされた（清露国境紛争）。
その後、1856年にブラゴヴェシチェンスク市街地はロマノフ朝ロシア帝国の要塞都市として建設された。アムール川の北部は清に属していたが、1858年のアイグン条約（璦琿条約）と1860年の北京条約によって外満洲の一部として正式にロシアに割譲され、アムール・コサック軍の根拠地となった。この時、例外的に広さ約3,600平方キロの中国人居留地江東六十四屯はロシア領ながら清朝による管理が認められた。
20世紀初めに金が発見されたことで急速に成長した。
1900年7月、ロシア帝国は義和団の乱の一部で義和団が東清鉄道を破壊しブラゴヴェシチェンスクを占領した報復として、ブラゴヴェシチェンスク及び当時清朝が管轄していた中国人居留地江東六十四屯の中国人居留民をアムール川に追い込んで虐殺すると言う事件が起きた（被害者数は3,000人 - 25,000人と言われ不明確。アムール川（黒龍江）事件、旧制第一高等学校の寮歌「アムール川の流血や」に登場する）。

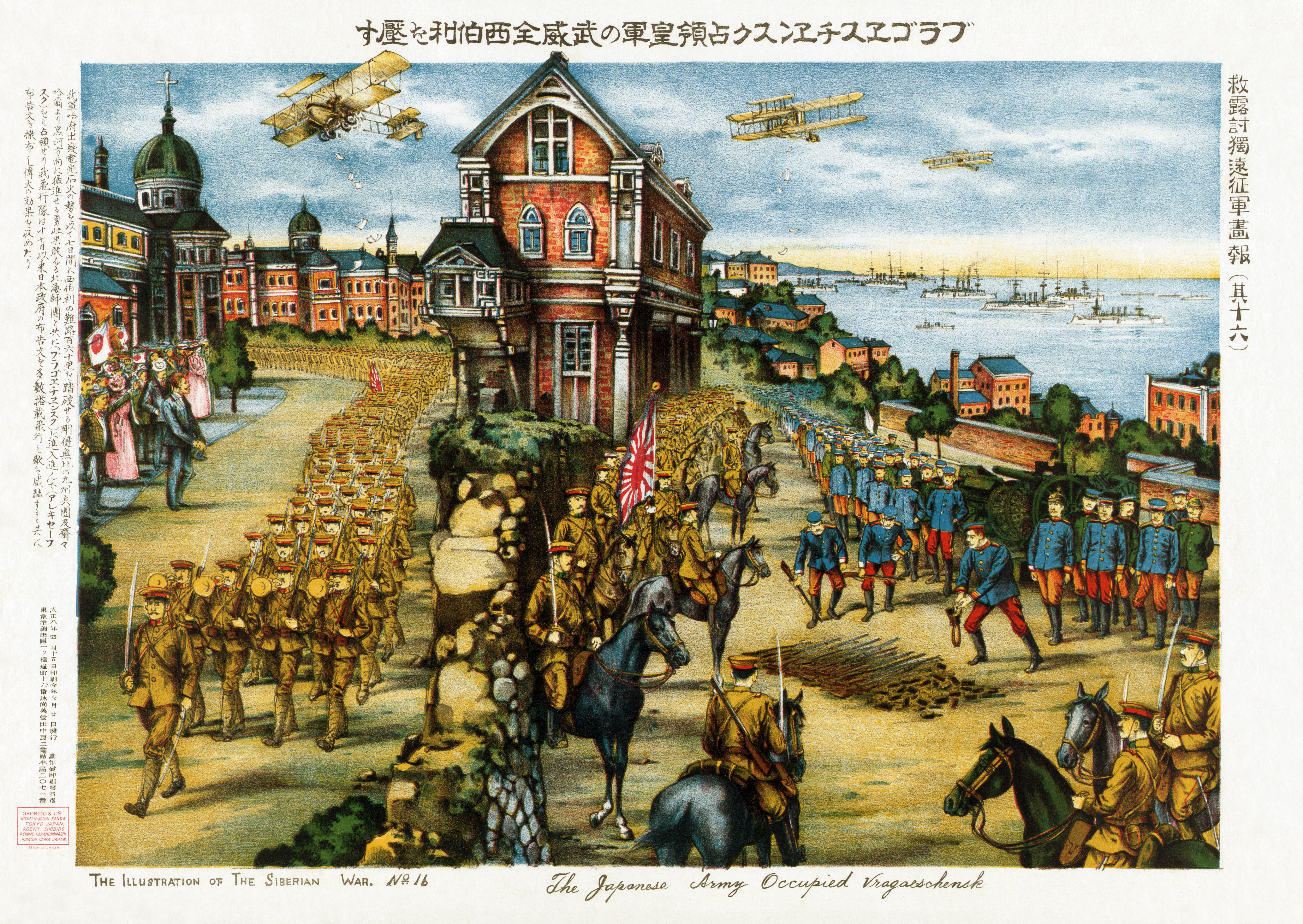
1919年-1922年の日本のブラゴヴェシチェンスク占領を示すシベリア出兵宣伝ポスター

ロシア革命に続くロシア内戦が1917年に始まり、1918年3月6日、ロシア白軍の一部であるアムール・コサック軍が、ガモフの反乱を起こした。1919年にはロシア白軍を支援する日本軍はシベリア出兵の一環として、ブラゴヴェシチェンスクを占領。1920年には極東共和国の一部となったが、日本は1922年に撤退しソビエト政権に統合された。
1932年にアムール州が設置され首府となった。
1975年にはアムール大学が国立大学として設置された。

## 気候
真夏の気温は18～32℃、真冬の気温は－18℃～－32℃。その差は60℃以上になる。
| ブラゴヴェシチェンスクの気候                 | ブラゴヴェシチェンスクの気候 | ブラゴヴェシチェンスクの気候 | ブラゴヴェシチェンスクの気候 | ブラゴヴェシチェンスクの気候 | ブラゴヴェシチェンスクの気候 | ブラゴヴェシチェンスクの気候 | ブラゴヴェシチェンスクの気候 | ブラゴヴェシチェンスクの気候 | ブラゴヴェシチェンスクの気候 | ブラゴヴェシチェンスクの気候 | ブラゴヴェシチェンスクの気候 | ブラゴヴェシチェンスクの気候 | ブラゴヴェシチェンスクの気候 |
| 月                                           | 1月                          | 2月                          | 3月                          | 4月                          | 5月                          | 6月                          | 7月                          | 8月                          | 9月                          | 10月                         | 11月                         | 12月                         | 年                           |
| -------------------------------------------- | ---------------------------- | ---------------------------- | ---------------------------- | ---------------------------- | ---------------------------- | ---------------------------- | ---------------------------- | ---------------------------- | ---------------------------- | ---------------------------- | ---------------------------- | ---------------------------- | ---------------------------- |
| 最高気温記録 °C （°F）                       | 0.2 (32.4)                   | 7.0 (44.6)                   | 20.3 (68.5)                  | 31.4 (88.5)                  | 34.7 (94.5)                  | 39.4 (102.9)                 | 37.7 (99.9)                  | 36.9 (98.4)                  | 33.5 (92.3)                  | 28.0 (82.4)                  | 13.4 (56.1)                  | 3.6 (38.5)                   | 39.4 (102.9)                 |
| 平均最高気温 °C （°F）                       | −15.6 (3.9)                  | −9.5 (14.9)                  | −0.5 (31.1)                  | 11.0 (51.8)                  | 19.5 (67.1)                  | 25.5 (77.9)                  | 27.3 (81.1)                  | 25.1 (77.2)                  | 18.9 (66)                    | 9.1 (48.4)                   | −4.8 (23.4)                  | −14.7 (5.5)                  | 7.6 (45.7)                   |
| 日平均気温 °C （°F）                         | −21.5 (−6.7)                 | −16.3 (2.7)                  | −6.8 (19.8)                  | 4.7 (40.5)                   | 12.8 (55)                    | 19.3 (66.7)                  | 21.8 (71.2)                  | 19.6 (67.3)                  | 12.7 (54.9)                  | 3.2 (37.8)                   | −10 (14)                     | −19.8 (−3.6)                 | 1.6 (34.9)                   |
| 平均最低気温 °C （°F）                       | −26.2 (−15.2)                | −21.9 (−7.4)                 | −12.6 (9.3)                  | −1.2 (29.8)                  | 6.6 (43.9)                   | 13.6 (56.5)                  | 17.1 (62.8)                  | 15.1 (59.2)                  | 7.6 (45.7)                   | −1.5 (29.3)                  | −14.1 (6.6)                  | −24.1 (−11.4)                | −3.5 (25.7)                  |
| 最低気温記録 °C （°F）                       | −44.5 (−48.1)                | −45.4 (−49.7)                | −35.7 (−32.3)                | −17.7 (0.1)                  | −7.5 (18.5)                  | 0.1 (32.2)                   | 8.2 (46.8)                   | 4.4 (39.9)                   | −4.3 (24.3)                  | −24.8 (−12.6)                | −32.9 (−27.2)                | −41.2 (−42.2)                | −45.4 (−49.7)                |
| 降水量 mm （inch）                           | 6 (0.24)                     | 5 (0.2)                      | 10 (0.39)                    | 31 (1.22)                    | 42 (1.65)                    | 91 (3.58)                    | 131 (5.16)                   | 125 (4.92)                   | 73 (2.87)                    | 26 (1.02)                    | 14 (0.55)                    | 9 (0.35)                     | 563 (22.15)                  |
| 降雪量 cm （inch）                           | 12 (4.7)                     | 10 (3.9)                     | 3 (1.2)                      | 0 (0)                        | 0 (0)                        | 0 (0)                        | 0 (0)                        | 0 (0)                        | 0 (0)                        | 1 (0.4)                      | 4 (1.6)                      | 8 (3.1)                      | 38 (14.9)                    |
| 平均降雨日数 （≥0.1 mm）                     | 0.09                         | 0.03                         | 0.5                          | 8                            | 13                           | 15                           | 15                           | 16                           | 14                           | 7                            | 0.3                          | 0                            | 89                           |
| 平均降雪日数                                 | 12                           | 7                            | 8                            | 2                            | 0                            | 0                            | 0                            | 0                            | 0                            | 3                            | 11                           | 14                           | 57                           |
| % 湿度                                       | 73                           | 68                           | 62                           | 55                           | 55                           | 69                           | 76                           | 78                           | 72                           | 61                           | 67                           | 74                           | 67.5                         |
| 平均月間日照時間                             | 139.5                        | 194.9                        | 226.3                        | 222.0                        | 251.1                        | 255.0                        | 226.3                        | 226.3                        | 168.0                        | 189.1                        | 156.0                        | 124.0                        | 2,378.5                      |
| 出典1：Погода и Климат                       |                              |                              |                              |                              |                              |                              |                              |                              |                              |                              |                              |                              |                              |
| 出典2：Hong Kong Observatory (sunshine only) |                              |                              |                              |                              |                              |                              |                              |                              |                              |                              |                              |                              |                              |

## 交通と経済
ブラゴヴェシチェンスクへはシベリア横断鉄道、シベリア横断道路上のベロゴルスクからそれぞれの支線がある。イグナチェヴォ空港へは国内定期便、国際チャーター便が飛んでいる。また、アムール川とゼヤ川の水運も利用できる。
アムール川対岸の中国黒龍江省黒河市へは2019年11月まで橋はなく舟運に頼り、そこから中国の鉄道、G202国道、または航空路で南のハルビンなどへ通じていた。2019年11月29日に中露国境を結ぶ初の道路橋である黒河・ブラゴヴェシチェンスク大橋（黒竜江大橋）が完成、2022年6月10日に開通し新たな国際道路網が形成されたことで、中ロの地方都市間の相互接続が実現した。
黒竜江大橋開通以前から、年間10万人以上の中国人観光客が訪れる。2000年代には合法なカジノだけで約20軒あり、「ロシアのラスベガス」と呼ばれた。ウラジーミル・プーチン政権が経済特区以外のカジノを禁止したため観光産業は打撃を受けたが、2019年時点では市当局黙認の中国人専用地下カジノが営業していた。

## 教育

### 大学
- アムール国立大学 (ロシア語: Амурский государственный университет 、英語：Amur State University)
- アムール国立医学大学 (Amur State Medical Academy)
- ブラゴヴェシチェンスク国立教育大学 (Blagoveshchensk Pedagogical University)
- 極東国立農業大学 (ロシア語: Дальневосточный государственный аграрный университет、英語: Far Eastern State Agricultural University)

## 姉妹都市
- 黒河市、中国